# Lycophidion laterale
Espèce
Synonymes
- Lycophidium polylepis Boulenger, 1919

Statut de conservation UICN

 VU B1ab(i,iii) : Vulnérable
Lycophidion laterale est une espèce de serpents de la famille des Lamprophiidae. 

## Répartition
Cette espèce se rencontre au Sénégal, en Gambie, en Guinée, en Côte d'Ivoire, au Ghana, au Togo, au Nigeria, au Cameroun, au Gabon, en République du Congo, en République centrafricaine et en République démocratique du Congo. Sa présence est incertaine au Bénin.

## Publication originale
- Hallowell, 1857 : Notes of a collection of reptiles from the Gaboon country, West Africa, recently presented to the Academy of Natural Sciences of Philadelphia, by Dr. Herny A. Ford. Proceedings of the Academy of Natural Sciences of Philadelphia, vol. 9, p. 48-72 (texte intégral).